# Galeazzifractuur
Een galeazzifractuur  is een botbreuk in de onderarm. Er is dan sprake van een breuk van het spaakbeen (radius) en een ontwrichting van het gewricht tussen spaakbeen en ellepijp (distale radio-ulnaire gewricht) ter hoogte van de pols.
De naam is afkomstig van de Italiaanse chirurg Ricardo Galeazzi, die de breuk in 1934 beschreef.